# Tyulyar
Tyulyar är en ort i Azerbajdzjan.   Den ligger i distriktet Quba Rayonu, i den nordöstra delen av landet, 160 km nordväst om huvudstaden Baku. Tyulyar ligger 876 meter över havet och antalet invånare är 1 001.
Terrängen runt Tyulyar är kuperad åt nordost, men åt sydväst är den bergig. Närmaste större samhälle är Quba, 11,3 km norr om Tyulyar. 
Omgivningarna runt Tyulyar är en mosaik av jordbruksmark och naturlig växtlighet. Runt Tyulyar är det ganska glesbefolkat, med 48 invånare per kvadratkilometer.